# Марцваладзе Отар Отарович
Отар Отарович Марцваладзе (груз. ოთარ ოთარის ძე მარცვალაძე; 14 липня 1984, Тбілісі) — грузинський футболіст, нападник «Ордабаси» та, в минулому, національної збірної Грузії.

## Клубна кар'єра

### Початок кар'єри
Грав у футбол з раннього дитинства, після його помітив Резо Соткілава і запропонував записатися у футбольну школу. Марцваладзе почав займатися футболом у 9 років, в 11 потрапив у школу тбіліського «Динамо». Займався під керівництвом Тенгіза Сулаквелідзе. В 16 років поїхав у Ізраїль де півроку виступав за клуб «Хапоель» з міста Тель-Авів. Разом з командою лише тренувався, оскільки не зміг завоювати місце в основі через свій молодий вік. Разом з командою став чемпіоном Ізраїлю. На початку кар'єри агентом Отара був його брат.
Потім він перейшов у команду «ВІТ Джорджія», але спочатку виступав за другу команду. У сезоні 2001/02 він забив 25 м'ячів в 44 матчах за «ВІТ Джорджію-2». У 18 років Отар Марцваладзе дебютував в основі «ВІТ Джорджії», а підпускати його в основу почав тодішній тренер Джованні Карневалі. У 19-річному віці пройшов стажування в клубі італійської Серії В.
У грудні 2005 року взяв участь у товариському матчі за дубль київського «Динамо», забив гол, після чого повернувся на батьківщину.

### «Динамо» і «Закарпаття»
У січні 2006 року відправився на зимовий збір разом з київським «Динамо» в ОАЕ. На Кубку Першого каналу в лютому 2006 року Марцваладзе зіграв 2 матчі проти «Спартака» і ЦСКА, а «Динамо» зайняло 2-е місце, поступившись лише донецькому «Шахтарю». На початку березня 2006 року підписав п'ятирічний контракт з «Динамо», також разом з ним підписав контракт інший грузин Кахабер Аладашвілі. Його агент Реваз Челебадзе пропонував і інші варіанти працевлаштування, але Отар вибрав саме «Динамо».
У Вищій лізі України дебютував 18 березня 2006 року в матчі проти донецького «Металурга» (0:3), Марцваладзе вийшов на 83 хвилині замість бразильця Діого Рінкона.
У липні 2006 року на зборах в Австрії Марцваладзе отримав травму, пошкодивши бічну зв'язку стегна. Незабаром після відновлення Отар почав грати в дублі, але потім Марцваладзе знову отримав травму. У підсумку в основі «Динамо» у першій половині сезону 2006/07 він провів всього 2 матчі в Вищій лізі, 1 матч у Кубку України і 5 матчів в дублі в яких забив 3 голи. Після відновлення від травми Отар знову грав у дублі. В результаті в цьому сезоні дубль «Динамо» став переможцем молодіжного чемпіонату, а Марцваладзе зіграв в 17 матчах і забив 3 м'ячі.
У червні 2007 року був виставлений на трансфер керівництвом «Динамо», разом з іншими грузинами Аладашвілі і Давіт Імедашвілі. Влітку 2007 року тренувався в київському «Арсеналі», міг перейти в команду Олександра Заварова не тільки на правах оренди, також «Арсенал» міг викупити контракт Марцваладзе. Будучи на перегляді в «Арсеналі» Марцваладзе зіграв у 2 товариських матчах (проти «Десни» та черкаського «Дніпра»). У підсумку Отар в «Арсенал» не перейшов.
Влітку 2007 року перейшов на правах оренди в стан новачка Вищої ліги ужгородське «Закарпаття», також разом з Отаром в «Закарпатті» перейшли і інші гравці «Динамо» — Ксьонз і Аладашвілі.
Взимку 2008 року побував на перегляді в клубі «Харків», де тренером був Володимир Безсонов. Разом з командою побував на зборах в Туреччині, на зборах Марцваладзе отримав серйозну травму меніска. Потім йому зробили операцію на коліні, і він став лікуватися у Києві. Відновлення тривало до закінчення сезону. Після цього Отар поїхав у відпустку на батьківщину до Грузії, де відпочивав і тренувався. За два дні до того, як потрібно було повертатися до Києва, він потрапив у автомобільну аварію разом з братом. Відновлення зайняло п'ять місяців.

### «Анжі»

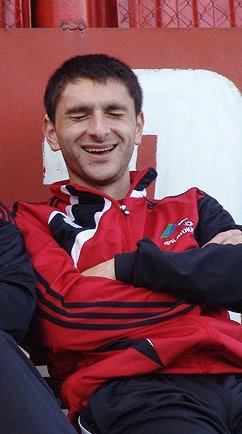
Марцваладзе у складі «Анжі». 2009 рік.

Марцваладзе поїхав на зимові збори у 2009 році разом з махачкалинським «Анжі», незабаром клуб викупив його контракт. Через проблеми з візою він три місяці не міг грати за «Анжі». Разом з братом він тренувався весь цей час в Тбілісі. У червні 2009 року Отар нарешті отримав візу. До моменту приходу Марцваладзе в «Анжі», в команді було відразу кілька грузинів — Реваз Барабадзе, Зурабі Арзіані, Георг Наваловський, Гоча Ходжава та Едік Саджая, також в «Анжі» прийшли Аладашвілі, що грав разом з Отаром в «Динамо» і «Закарпаття» і Сандро Іашвілі з клубу «Сіоні», а тренером працював грузин Омарі Тетрадзе.
В Першому дивізіоні Росії дебютував у 17-му турі 24 червня 2009 року в домашньому матчі проти «СКА-Енергії» (3:1), на 38-й хвилині він відкрив рахунок в матчі, забивши у ворота Максима Кабанова. У сезоні 2009 року Отар став кращим бомбардиром «Анжі», забивши 13 м'ячів у 22 матчах і 5-м бомбардиром сезону. «Анжі» за підсумками сезону зміг стати переможцем і вийти в Прем'єр-лігу.

### «Волга»

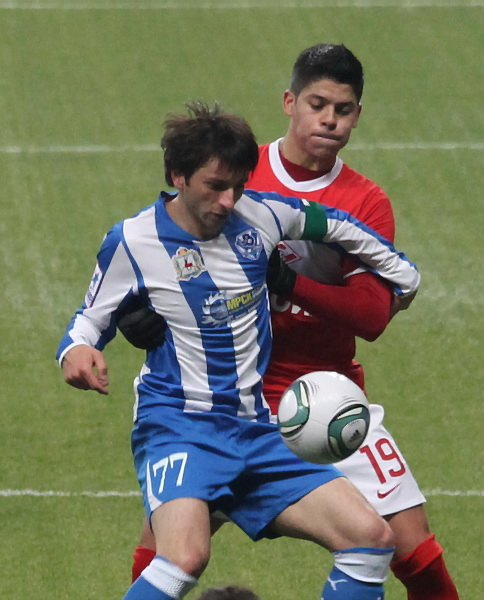
Марцваладзе в матчі за «Волгу». 2011 рік.

На початку березня 2010 року Марцваладзе був відданий в оренду в нижегородську «Волгу».
Незабаром у пресі з'явилася неправдива інформація що у Отара знову проблема з візою, але президент «Волги» Олексій Гойхман спростував ці чутки. Офіційний дебют у «Волзі» відбувся 30 березня 2010 року у 2-му турі Першого дивізіону в домашньому матчі проти астраханського «Волгар-Газпрому» (3:1), на 60-й хвилині матчу Сергій Виноградов віддав пас на Отара і він забив гол у ворота Іллі Гаврилова, на 71 хвилині він віддав результативну передачу на Сергія Яшина, на 80-й хвилині Марцваладзе пішов з поля, замість нього вийшов Олег Кожанов.

### «Краснодар»
Влітку 2011 року Отар Марцваладзе перейшов в «Краснодар» за € 2,3 млн. За словами колишнього керівника селекційної служби «Краснодара» Станіслава Лисенко, «його брали просто з міркувань ліміту. Нам обіцяли, що у нього буде російський паспорт, і тоді він не вважався б легіонером. Ризикнули — і прогадали».
13 липня 2012 року «Краснодар» оголосив про розірвання контракту з Марцваладзе.

### Завершення кар'єри
Влітку 2013 року став гравцем владикавказької «Аланії», проте вже на початку наступного року повернувся на батьківщину, ставши гравцем «Динамо» (Тбілісі), з яким того ж сезону став чемпіоном Грузії.
З літа 2014 року по сезону провів у клубах «Тосно» та «Діла», після чого став гравцем казахстанського «Ордабаси».

## Кар'єра в збірній
Виступав за юнацьку збірну Грузії, провів 4 матчі за молодіжну збірну Грузії.
Вперше в національну збірну Грузії його викликали коли він ще грав за «ВІТ Джорджію». Він просидів на лавці запасних весь товариський матч проти Болгарії.
Незважаючи на те, що він не був основним гравцем «Динамо», Клаус Топмеллер все одно викликав його в розташування збірної.
Через травму не зміг взяти участь у товариській грі проти Уругваю в листопаді 2006 року.
У вересні 2009 року Марцваладзе мало не став у центрі скандалу, головний тренер збірної аргентинець Ектор Купер викликав його на матчі проти Італії та Ісландії. Але головний тренер «Анжі» Омарі Тетрадзе не відпустив Отара в збірну.
Всього провів за збірну 22 матчі і забив 2 голи.

## Досягнення

### Командні
- Чемпіон Грузії (2): 2003/04, 2013/14
- Чемпіон України (1): 2006/07
- Володар Кубка України (2): 2005/06, 2006/07
- Переможець Першого дивізіону Росії: 2009
- Срібний призер Першого дивізіону Росії (1): 2010

### Особисті
- Кращий бомбардир Першого дивізіону Росії (1): 2010 (21 м'яч)

## Стиль гри
Марцваладзе виступає на позиції нападника. Отар є швидким, гнучким і технічним футболістом. Його позитивними якостями є також хороший удар і читання гри. Йожеф Сабо порівнював Марцваладзе з відомим гравцем тбіліського «Динамо» Володимиром Гуцаєвым.

## Особисте життя
Разом зі своїм батьком потрапив в автокатастрофу, після чого батько загинув, а Отар відбувся травмами. У 2004 році від хвороби серця загинула його мати, після цього Марцваладзе навіть хотів завершити кар'єру. У Отара два старших брата, один з них грав у чемпіонаті Грузії за кутаїське «Торпедо» в 1990-х.
Отар добре знає російську мову. Улюблена команда — «Барселона».